# Trương Lạc Bình
Trương Lạc Bình (giản thể: 张乐平; phồn thể: 張樂平; bính âm: Zhāng Lèpíng, ngày 10 năm 1910 - ngày 27 tháng 9 năm 1992) là nhà viết truyện tranh nổi tiếng ở Trung Quốc. Ông đóng một vai trò quan trọng trong việc phát triển truyện tranh hiện đại Trung Quốc, manhua. Ông được biết đến nhiều nhất qua cuốn chuyện về Tam Mao.

## Thời niên thiếu
Vào năm 1924, Bình sống trong cảnh cùng cực và nghéo khó nên ông phải bỏ học cấp một. Vào mùa thu năm 1927, làng của ông bị lính Đội viễn chinh Bắc bắt. Vào năm 1928, vào tuổi 18, với sự giúp đỡ của gia đình và người thân. Ông được nhập học lại trong một thời gian nhất định để học về văn học.